# Jean Prouvé

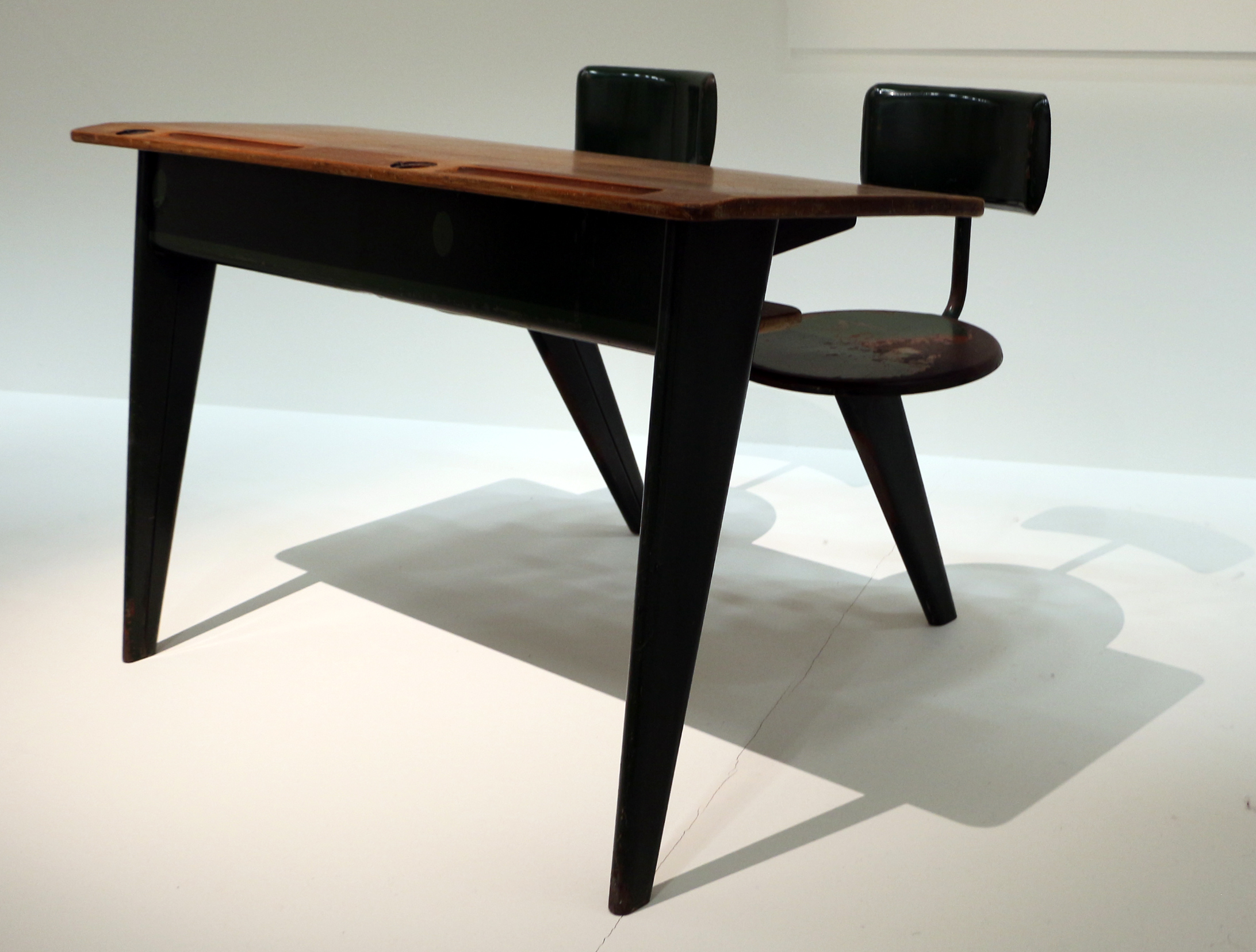
Projekt szkolnej ławki z 1948

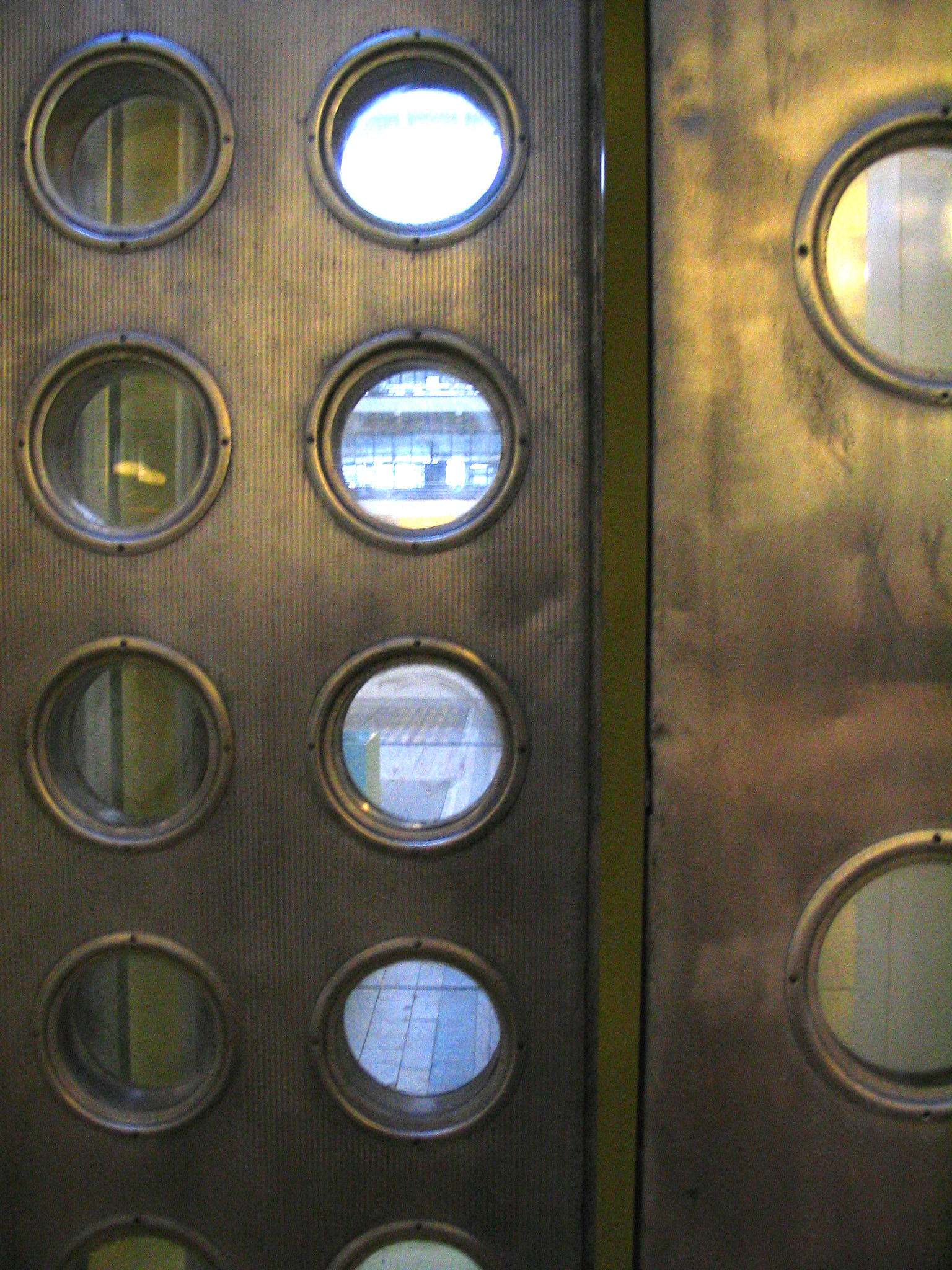
Aluminiowy detal drzwi La Maison Tropicale w Kongo, 1951

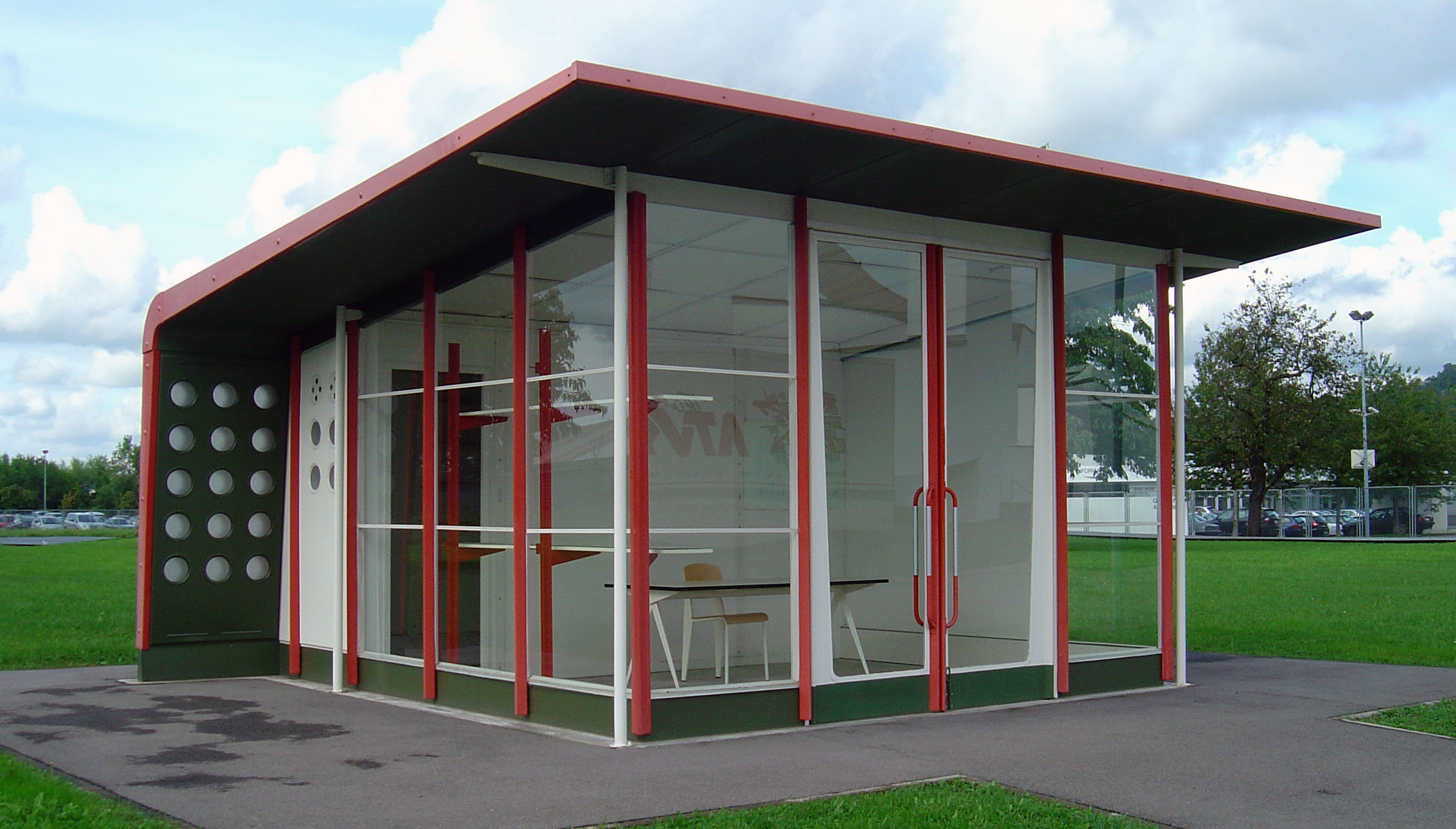
Prefabrykowana stacja benzynowa z 1953

Jean Prouvé (ur. 8 kwietnia 1901 w Paryżu, zm. 23 marca 1984 w Nancy) – francuski architekt i projektant form użytkowych.
Prouvé był synem malarza Victora Prouvé’a. Początkowo uczył się zawodu ślusarza i kowala artystycznego. W 1923 otworzył w Nancy pierwszą ze swoich pracowni, w której wykonywał żyrandole i zaczął projektować meble. W 1931 utworzył w Paryżu wraz z Eugène Beaudoinem i Marcelem Lodsem biuro Ateliers Jean Prouvé, którego najbardziej znanym dziełem jest Maison du Peuple (Dom Ludowy) w Clichy. W tym samym okresie wraz z Charlotte Perriand i Pierre’em Jeanneretem projektował dalsze meble, które stanowią znaczną część jego twórczości. Jego projekty cechowały się nie tylko wysoką jakością funkcjonalną i estetyczną, lecz również niskim kosztem produkcji. Meble Prouvé’a są do dziś popularne, niektóre z nich nadal wytwarzane, np. Fauteuil de grand repos z 1930.
Uważany jest za jednego z najwybitniejszych konstruktorów XX wieku. Próbował przenieść przemysłowe metody produkcyjne do architektury, nie tracąc przy tym niczego z jakości estetycznej produktu.
Wielu wybitnych architektów i projektantów form użytkowych określa Prouvé’a jako swoją inspirację, wśród nich Renzo Piano, Jean Nouvel oraz Norman Foster. Le Corbusier określił jego twórczość w następujący sposób: Jean Prouvé łączy w swojej osobie architekta i inżyniera, a dokładniej mówiąc, architekta i muratora, gdyż wszystko, czego się dotknie i co projektuje, natychmiast otrzymuje elegancką i plastyczną formę o błyskotliwie rozwiązanej wytrzymałości i produkcji przemysłowej.

## Główne dzieła
- złote bramy do Palais de la Porte Dorée w Paryżu, 1931
- Maison du Peuple w Clichy, 1938–1939 (jako inżynier)
- La Maison Tropicale w Kongo, 1951
- blok mieszkalny Unité d’habitation w Marsylii, 1952 (z Le Corbusierem)
- budynek mieszkalny przy placu Mozarta w Paryżu z elementami prefabrykowanymi z aluminium, 1954
- fasady dla CNIT (Centre des nouvelles industries et technologies) w La Défense, 1956–1958 (jako inżynier)
- hala targowa w Grenoble, 1967
- Tour Nobel w La Défense, 1967–1969 (jako inżynier)
- fasada siedziby Francuskiej Partii Komunistycznej – biurowiec i sala zebrań w Paryżu, 1968 (jako inżynier, z Oscarem Niemeyerem)
- Palais Omnisports de Paris-Bercy, 1984